# Issam Jemâa
Issam Jemâa (arab. عصام جمعة; ur. 28 stycznia 1984 w miejscowości Kabis) – tunezyjski piłkarz występujący na pozycji napastnika. Obecnie jest zawodnikiem Al Kuwait Kaifan.

## Kariera klubowa
Od 2003 do 2005 był zawodnikiem Espérance Tunis, gdzie nie zagrał ani jednego oficjalnego meczu. W sezonie 2005/06 przeniósł się do Francji. Zadebiutował w barwach RC Lens w meczu z Olympique Marsylia. Latem 2007 przeszedł do beniaminka Ligue 1, SM Caen.
W styczniu 2012 został wypożyczony z AJ Auxerre do końca sezonu 2011/2012 do Stade Brestois 29, gdzie ma zastąpić Nolana Roux.

### Statystyki ligowe
| Sezon   | Klub                     | Kraj    | Rozgrywki              | Mecze | Bramki | Rozgrywki Europy | Mecze | Bramki |
| ------- | ------------------------ | ------- | ---------------------- | ----- | ------ | ---------------- | ----- | ------ |
| 2003/04 | Espérance Tunis          | Tunezja | T.Ligue 1              | 0     | 0      | -                | -     | -      |
| 2004/05 | Espérance Tunis          | Tunezja | T.Ligue 1              | 19    | 1      | -                | -     | -      |
| 2005/06 | RC Lens                  | Francja | Ligue 1                | 6     | 0      | Liga Europy UEFA | 9     | 4      |
| 2006/07 | RC Lens                  | Francja | Ligue 1                | 27    | 3      | Liga Europy UEFA | 9     | 4      |
| 2007/08 | SM Caen (wyp.)           | Francja | Ligue 1                | 21    | 3      | -                | -     | -      |
| 2008/09 | RC Lens                  | Francja | Ligue 2                | 26    | 5      | -                | -     | -      |
| 2009/10 | RC Lens                  | Francja | Ligue 1                | 29    | 7      | -                | -     | -      |
| 2010/11 | RC Lens                  | Francja | Ligue 1                | 26    | 5      | -                | -     | -      |
| 2011/12 | AJ Auxerre               | Francja | Ligue 1                | 7     | 2      | -                | -     | -      |
| 2011/12 | Stade Brestois 29 (wyp.) | Francja | Ligue 1                | 10    | 2      | -                | -     | -      |
| 2012/13 | Al Kuwait Kaifan         | Kuwejt  | Kuwaiti Premier League | 0     | 0      | -                | -     | -      |

Stan na: 18 sierpnia 2012 r.

## Kariera reprezentacyjna
W reprezentacji Tunezji zadebiutował w 2005 roku. Grał w Pucharze Narodów Afryki 2006, 2008, 2010 i 2012. Z 6 golami był najlepszym strzelcem kwalifikacji do PNA 2012.